# 直村
直村（ただむら）は、石川県珠洲郡にあった村。現在の珠洲市野々江町・熊谷町・岩坂町にあたる。

## 地理
- 海洋 ： 飯田湾
- 河川 ： 若山川

## 歴史
- 1889年（明治22年）4月1日 - 町村制の施行により、珠洲郡野々江村、熊谷村及び岩坂村を廃し、その区域をもって珠洲郡直村を設置する。
- 1954年（昭和29年）7月15日 - 珠洲郡飯田町、宝立町、正院町、上戸村、若山村、直村、三崎村、西海村及び蛸島村が廃し、その区域をもって珠洲市を設置する。

## 交通

### 鉄道路線
- 日本国有鉄道
  - 能登線（後ののと鉄道能登線）
    - 珠洲駅